# Сахарова, Ольга Николаевна
Ольга (Елена) Николаевна Сахарова (28 мая 1889, Тифлис, тогда Российская империя — 1967, Барселона) — русская и испанская (каталонская) художница, книжный иллюстратор.

## Биография
Мать — иранского происхождения. Ольга закончила художественную школу в Тифлисе, в 1910 году переехала в Мюнхен. Вошла в круг немецких экспрессионистов, где познакомилась со своим будущим мужем, художником и фотографом Отто Ллойдом (чья тетка была женой Оскара Уайльда). В 1911 году переехала с ним в Париж, испытала влияние Сезанна и кубизма. Дружила с Марией Васильевой.
С началом войны супруги перебрались в Испанию — сначала на Мальорку, с 1916 в Барселону. Художница входила в каталонскую художественную группу Курбе, среди членов которой был Жоан Миро, сотрудничала с Франсисом Пикабиа и его дадаистским журналом 391. Выставлялась в Париже и Барселоне, французская критика называла её «русской Мари Лорансен». В 1929 году Сахарова и Ллойд разошлись, художница несколько лет не занималась живописью. Годы гражданской войны провела в Париже, где снова сблизилась с Отто Ллойдом, в 1939 году у них состоялась совместная выставка в Нью-Йорке, на которой они фигурировали как «парижские художники».
Впоследствии большая ретроспективная выставка работ Сахаровой прошла в 1953 году в Барселоне, в 1960 — в Мадриде. В 1964 году Городской совет Барселоны наградил её медалью города. В 1994 году её работы вновь демонстрировались в Барселоне, в 1999 они были показаны на коллективной выставке «Женщины испанского авангарда» в Мадриде. В 2002 году в Бильбао состоялась большая вставка работ Сахаровой вместе с Марией Бланшар.

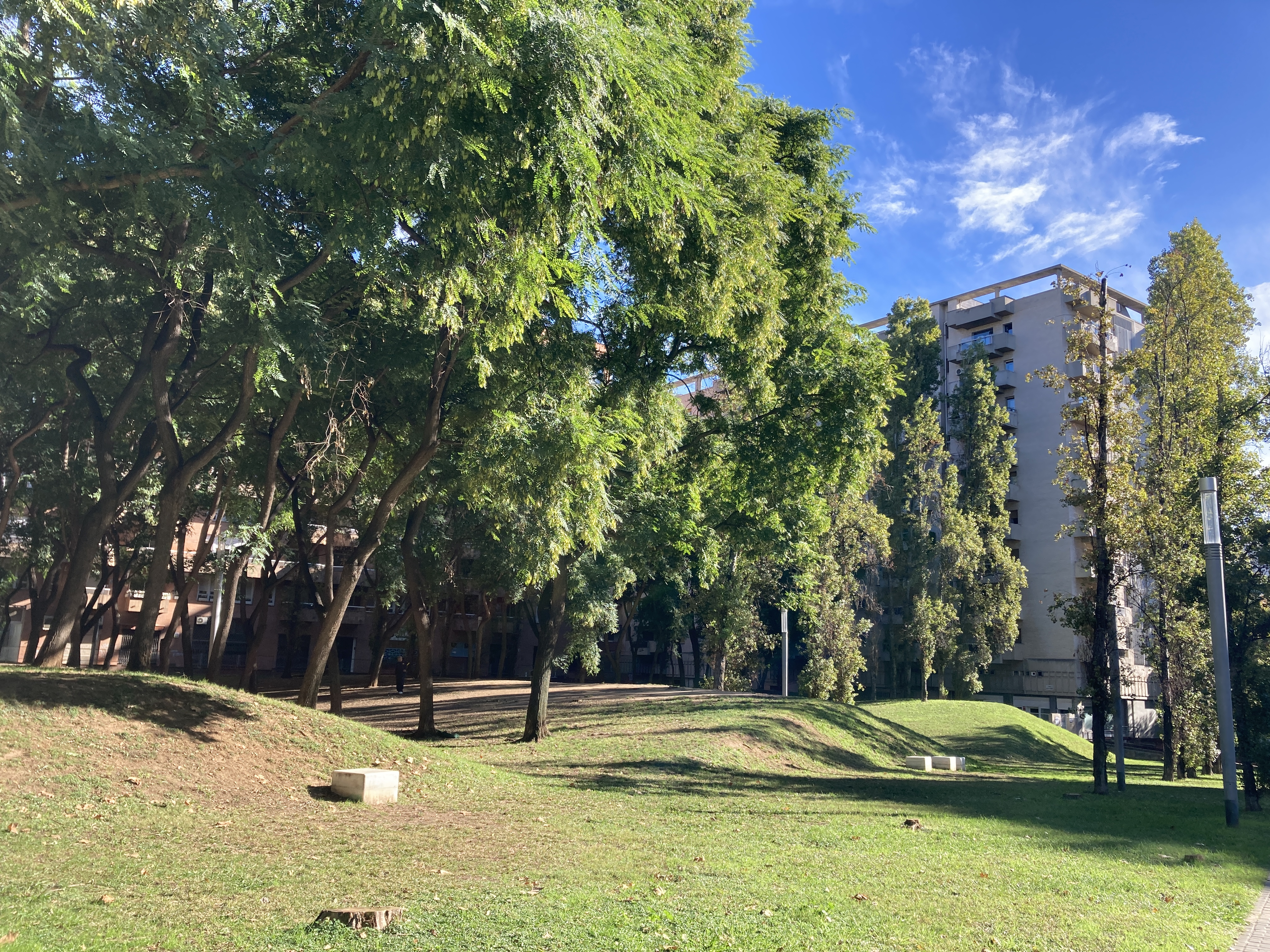
Jardins d’Olga Sacharoff - Barcelona Фото Любавы Малышевой, 19.11.2022

В Барселоне есть парк Ольги  Сахаровой, на доме, где она жила, висит мемориальная табличка. В Таррагоне в честь Ольги Сахаровой названа улица. Правительство Каталонии назвало 2017 год годом Сахаровой, в Жироне была проведена ретроспектива/

## Творчество
Творческая манера Сахаровой сложилась на скрещении различных воздействий со стороны европейского авангарда, близка к наивному искусству. Она иллюстрировала повесть Колетт Дом Клодины (1944), книгу стихов каталонского поэта и историка культуры Хуана-Эдуардо Сирлота Donde las lilas crecen (1946), Неточку Незванову Достоевского (1949).